# Wrattige mosdierslak
De wrattige mosdierslak (Limacia clavigera) is een slakkensoort uit de familie van de mosdierslakken (Polyceridae). De wetenschappelijke naam van de soort werd in 1776 als Doris clavigera gepubliceerd door Otto Friedrich Müller.

## Beschrijving
De wrattige mosdierslak is een zeenaaktslak, wit van kleur met geeloranje uitlopers (uitgroei) en kan tot 2 cm lang worden. De voorste uitsteeksels hebben een ruwe textuur met gevederde uiteinden en worden horizontaal gehouden, terwijl de uitsteeksels aan de zijkanten van het lichaam glad zijn en normaal over de rug gebogen zijn. Op de rug van de slakken zijn licht verhoogde oranje vlekken te vinden. Twee sensorische tentakels (rinoforen) zijn te vinden op de achterkant van de slakkenkop, die zijn getipt met geel. Aan de achterkant van de slak op zijn rug bevinden zich drie veerachtige kieuwen, die ook geeloranje punten hebben.

## Verspreiding
De wrattige mosdierslak wordt algemeen aangetroffen op de lagere kust en in sublitorale algengordels langs de Atlantische kust van Europa, inclusief de Britse eilanden, en van Noorwegen tot de Middellandse Zee en langs de Noord-Afrikaanse kust. De soort wordt gevonden in het intergetijdengebied tot een diepte van minstens 20 m. Het is een in Europa veel voorkomende soort die zich voedt met mosdiertjes zoals de korstvormende soorten Membranipora membranacea en Oshurkovia littoralis, die echter niet autochtoon in Nederland voorkomen. In de Nederlandse kustwateren zijn de dieren steeds gevonden op de korst- en struikvormige vorm van het harig mosdiertje (Electra pliosa). De dieren zijn hermafrodiet. Eieren hebben de vorm van een platte, witte, linksdraaiende aaneengesloten spiraal.